# Geórgia Wortmann
Geórgia Wortmann (Rio de Janeiro, 5 de dezembro de 1970), foi uma modelo brasileira. Top model famosa na década de 90, posteriormente apresentou o Programa de Domingo na extinta TV Manchete. Atualmente é fotógrafa e mora no Rio de Janeiro.